# 绍德雷
绍德雷（法語：Chaudrey，法語發音：[ʃodʁɛ]）是法国奥布省的一个市镇，属于特鲁瓦区。

## 地理
绍德雷（48°30'15"N, 4°16'29"E）面积13.68 平方千米，位于法国大東部大區奥布省，该省份为法国中北部省份，北起马恩省，西接塞纳-马恩省，西南至约讷省，东南至科多尔省，东临上马恩省。
与绍德雷接壤的市镇（或旧市镇、城区）包括：阿旺莱拉姆吕、沙尔蒙苏巴尔比斯、伊勒欧比尼、梅尼勒莱特尔、蒙叙赞、奥布河畔诺让、奥尔蒂永、拉姆吕。

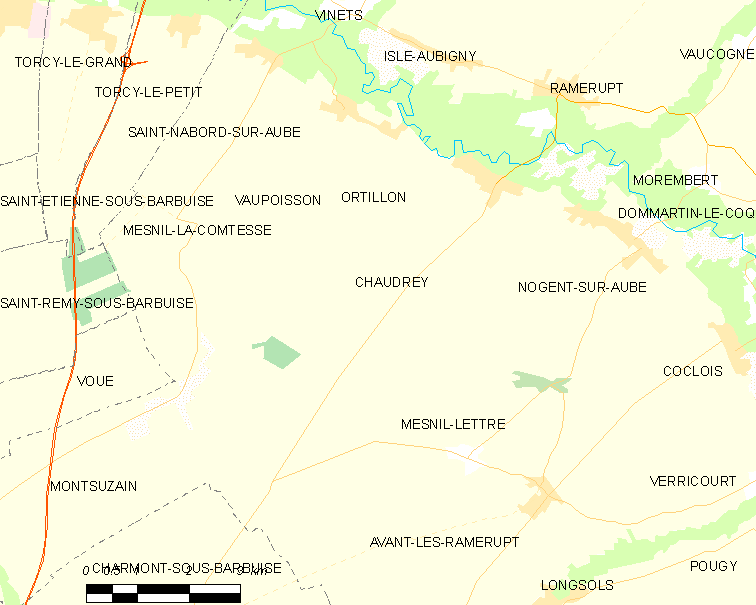
绍德雷的OSM定位图

绍德雷的时区为UTC+01:00、UTC+02:00（夏令时）。

## 行政
绍德雷的邮政编码为10240，INSEE市镇编码为10091。

## 政治
绍德雷所属的省级选区为奥布河畔阿尔西县。

## 人口

1962-2008年间绍德雷人口变化图示

绍德雷于2022年1月1日时的人口数量为140人。